# Polycheira rufescens
Polycheira rufescens is een zeekomkommer uit de familie Chiridotidae.
De wetenschappelijke naam van de soort werd in 1835 gepubliceerd door Johann Friedrich von Brandt.